# Peczenihy
Peczenihy ukr. Печеніги (w XIX wieku: Nowobiełgorod) – osiedle typu miejskiego, stolica rejonu w obwodzie charkowskim Ukrainy.

## Historia
Miejscowość powstała w XVII wieku.
Osada wzmiankowana po raz pierwszy w gramocie cara Rosji w 1646 r., stwierdzającej, że wieś została założona przez 205 osadników pochodzących z Ukrainy prawobrzeżnej. Na czele osadników stał Fedot Lewopow. W XVIII w., dokładnie przed 1765 r. Peczenihy były siedzibą pułku izjumskiego, później centrum prowincji z siedzibą w miejscowości Peczenihy, podległej  komisarzowi w Izjum. Począwszy od 1779 Peczenihy były osadą wojskową w powiecie charkowskim, która miała 3601 mieszkańców, w tym 3299 wojskowych. Przez 1765 miasto miało flagę z wizerunkiem św. Jerzego zwycięzcy.
Począwszy od 1864 r. w kozackiej osadzie Nowobiełgorod  mieszkało 5276 osób: 2583 mężczyzn i 2693 kobiet i były dwie cerkwie.
Do 1914 r. liczba mieszkańców wzrosła do 14.865 osób.
Prawa miejskie miejscowość otrzymała w 1957.
W 1989 liczyła 6446 mieszkańców.
W 2013 liczyła 5466 mieszkańców.

## Urodzeni
- Henryk Siemiradzki – polski malarz, przedstawiciel akademizmu.
- Hryhorij Petrowski (1878-1958) – sowiecki działacz partyjny i państwowy, długoletni  (1919-1939) przewodniczący Wszechukraińskiego Komitetu Wykonawczego Ukraińskiej Socjalistycznej Republiki Radzieckiej (odpowiednik  głowy państwa)